# Bartol Drašković
Bartol Drašković (godina rođenja nepoznata, umro 1538.), ponekad zvan Barić ili Bartog, sin je Luke Draškovića iz plemićke obitelji Drašković. Otac je Jurja II., Gašpara I. i Ivana.

## Životopis
Bio je oženjen Anom Utješinović (Utišenić), sestrom kardinala i pavlinskog priora Jurja Utješinovića (1482. – 1551.). U jednoj ispravi iz 1520. godine spomenut je kao kancelar Dore Frankopan s pridjevom "de-Tinina" (Kninjanin). Imao je posjed s dvorcem na lokalitetu Bilina, koji se nalazio na području Knina.
Godine 1526./27. sudjeluje na saboru u Cetinu, na kojem je hrvatsko plemstvo izabralo Ferdinanda I. za hrvatskog kralja. Zbog turskih pustošenja Draškovićevih posjeda, Bartol je morao napustiti sve svoje stare obiteljske posjede s obiju strana Velebita i preseliti u Pokuplje. Zahvaljujući zagovoru i pomoći svog uglednog šurjaka J. Utješinovića, sinovi Bartola su stekli odlično obrazovanje.